# 張泰 (尚書)
張泰（1436年—1509年），字叔亨，廣東廣州府順德縣（今廣東省順德縣）人，明朝政治人物，官至南京戶部尚書。

## 生平
廣東鄉試第七十六名。成化二年（1466年），登丙戌科進士，授福建沙縣知縣。時值鄧茂七民變平息不久，其負責撫綏招集。入為監察御史，與同官彈劾萬貴妃幹政，廷杖幾乎被打死。出督京畿學校，因丁憂離職，在家居十餘年。
弘治五年（1492年），復起為監察御史，巡按雲南等地，平定當地孟密土舍思揲構亂，并彈劾鎮守太監傅德、故總兵官周玉侵據屯田、巡撫馮續減削軍餉等。升太仆寺少卿，改大理寺少卿。之後升爲右副都御史，督儲南京。正德二年（1507年），召為南京工部右侍郎、一年后遷南京右都御史。因得罪劉瑾，令以南京戶部尚書致仕。次年七月去世。劉瑾伏誅，朝廷按例賜張泰葬祭。

## 家族
曾祖张可达。祖父张子真，封卫经历。父张英，卫经历。母區氏，封孺人。具慶下。兄禎、順。弟慶。